# Середньовічна японська література

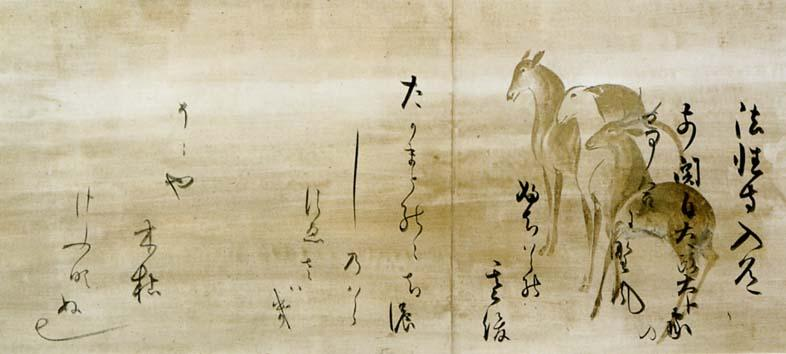
Антологія поезії Шін кокін вака-шю, складена на початку 13 століття, вважається однією з вершин поезії вака.

Середньовічний період Японії (періоди Камакура, Намбокучьо̄ та Муромачі, іноді також період Адзучі-Момояма) був перехідним періодом для національної літератури. Кіото перестало бути єдиним літературним центром, оскільки по всій країні з'явилися впливові письменники та читацька аудиторія, і відповідно розвинулося ширше розмаїття жанрів і літературних форм, таких як прозові ґункі моноґатарі та отоґі-дзо̄ші, вірші ренґа, а також різні театри, такі як но. Середньовічну японську літературу можна загалом розділити на два періоди: раннє та пізнє середньовіччя, перший тривав приблизно 150 років з кінця XII до середини XIV століття, а другий — до кінця XVI століття.
Раннє середньовіччя ознаменувалося продовженням літературних тенденцій класичного періоду з продовженням написання придворної художньої літератури (моноґатарі), а складання поезії вака досягло нових висот в часи Шін кокін вака-шю, антології, складеної Фуджіварою но Тейка та іншими за наказом імператора Ґо-Тоби. Одним із нових жанрів, що виник у цей період, були ґункі моноґатарі, типовим прикладом цього жанру є «Повість про Хейке», драматичний переказ подій воєн між кланами Мінамото та Тайра. Окрім цих героїчних оповідань, у цей період було створено кілька інших історичних та напівісторичних творів, у тому числі Мідзу Каґамі та Ґуканшьо. Нариси під назвою дзуйхіцу набули популярності з появою Ходжьокі Камо но Чьомея та Цуредзуреґуса Кенко. Японський буддизм також зазнав значних змін в цей час, коли було створено кілька важливих нових сект, засновники яких — найвідоміші Доґен, Шінран і Нічірен — написали численні трактати, викладаючи своє тлумачення буддійського вчення. Письмо класичною китайською мовою, з різним ступенем літературних достоїнств і різним ступенем прямого впливу від літератури, створеної на континенті, продовжувало залишатися аспектом японської літератури, як це було від початку японської літератури.
У пізньому середньовіччі вудбулися подальші зрушення в літературних течіях. Жанр ґункі моноґатарі залишився популярним, з'явилися такі відомі твори, як Тайхейкі та Соґа моноґатарі, що відображали хаотичну громадянську війну, яку переживала країна в той час. Придворна художня література ранніх епох поступилася місцем отоґі-дзоші, які були ширшими за темою та популярними мотивами, але загалом набагато коротшими за довжиною. Поезія вака, яка вже занепала з часів Шін кокін вака-шю, продовжила занепадати, але це дало поштовх новим поетичним жанрам, таким як ренґа та її варіант хайкай но ренґа (попередник пізнішого хайку). У цей час також процвітало театральне мистецтво, серед якого найпопулярнішими були но та кьоґен. Народні пісні, релігійні та світські казки зібрано в низку антологій, а подорожня література, популярність якої зростала впродовж усього середньовіччя, ставала все більш поширеною серед людей. Наприкінці 16 століття християнські місіонери та новонавернені японці створили перші японські переклади європейських творів. Ісохо моноґатарі, переклад байок Езопа, залишався в обігу навіть після того, як країна значною мірою ізолювалась від Заходу в період Едо.

## Огляд

Мінамото но Йорітомо (1147—1199) започаткував період середньовіччя Японії, встановивши військовий уряд у східній Японії.

Середньовічний період Японії тривав приблизно 400 років, від заснування Мінамото но Йорітомо шьоґунату Камакура та проголошення шьоґуном в третій рік доби Кенкю (1192) до заснування Токуґавою Ієясу шьоґунату Едо в 8 рік Кейчьо (1603) після битви при Секіґахарі в 1600, який розпочав період Едо.  Цей період, що базується на центрах політичної влади, зазвичай поділяють на періоди Камакура, Нанбокучьо, Муромачі та Адзучі-Момояма.  Датою початку цього періоду заведено вважати приблизно 1156 (смута Хоґен) або 1221 рік (повстання Джьокю), причому період Адзучі-Момояма також іноді розглядається як частина раннього сучасного періоду, тоді закінченням середньовічного періоду вважають вхід Оди Нобунаґи до столиці в 11 рік Ейроку (1568) або кінець шьоґунату Ашікаґа в 1 році Теншьо (1573).

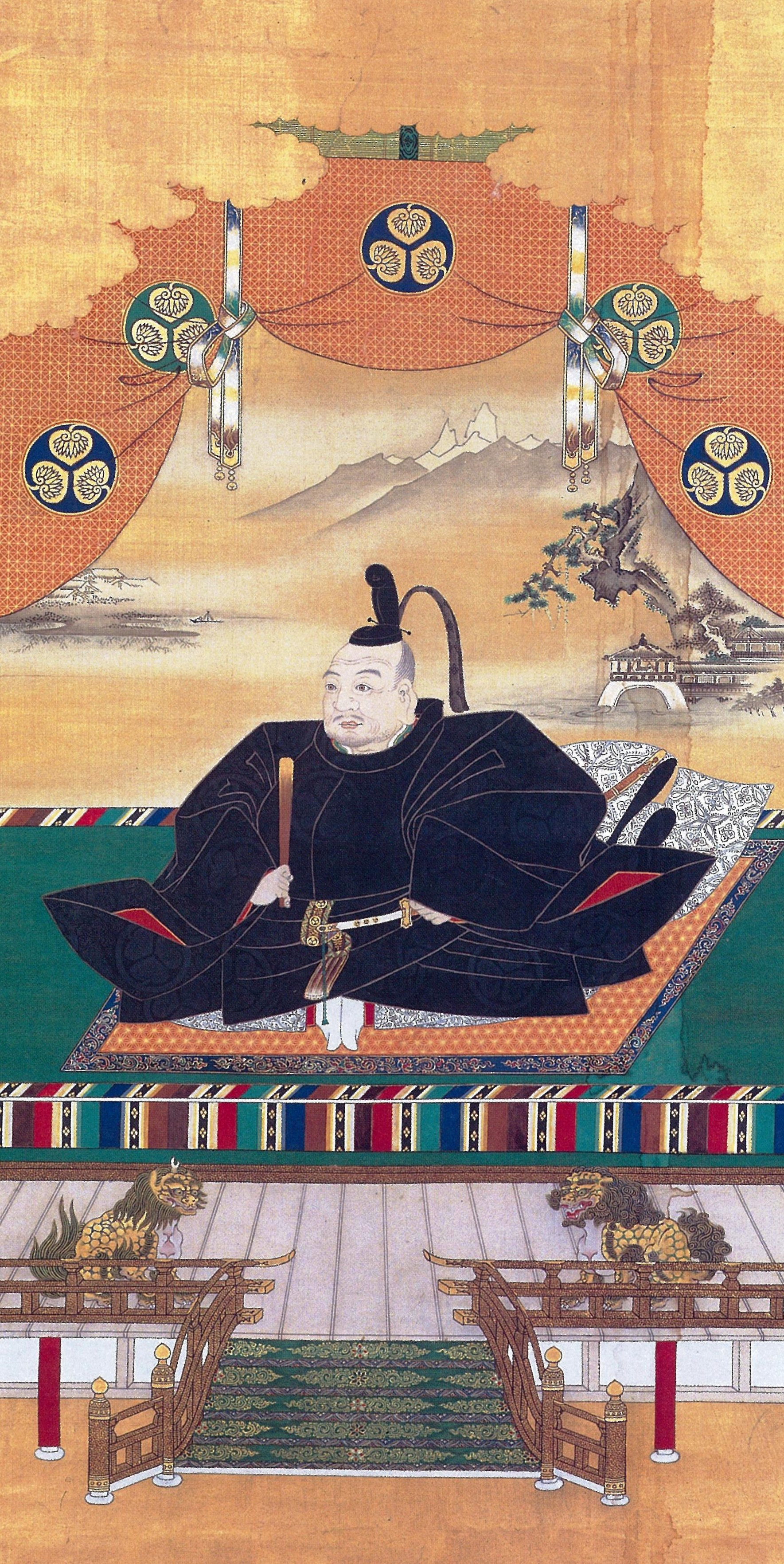
Заснування шьоґунату Едо Токуґавою Ієясу (1543—1616) зазвичай вважається кінцем середньовіччя Японії та початком раннього сучасного періоду.

Цей період характеризується війною, починаючи з війни Ґемпей і закінчуючи битвою при Секіґахарі, разом з іншими конфліктами, такими як повстання Джьокю, війна між північним і південним дворами та війна Онін (1467—1477), кульмінацією стала війна, що охопила всю країну, під час періоду Сенґоку. У результаті цих конфліктів було зруйновано суспільний лад, що призвело до змін у суспільстві загалом і, природно, до змін у літературних стилях і смаках. Поширилась філософія непостійності (無常 mujō), і багато хто шукав порятунку, як фізичного, так і духовного, в релігії, зокрема в буддизмі.

### Естетичні ідеали
Основний ідеал, який формував естетичні смаки в цей період, — це юґен (приблизно означає «таємниця» або «глибина») разом з іншими поняттями, такими як ушін (有心, буквально «той, що має серце», більш «важка» або «серйозна» поезія, на відміну від ігор) і йоен (妖艶, буквально «етимерна краса»). Ці ідеали уникали реалізму, радше прагнучи до мистецтва заради мистецтва і намагалися занурити читача в «ідеальний» світ, і узгоджувалися з ідеалами буддійського чернечого усамітнення (出家遁世 shukke-tonsei). Значення поняття юґен мінялося впродовж історії. Серед жанрів, на які воно вплинуло, вака («японська поезія», поезія народною японською мовою, зазвичай у складовому розмірі 5-7-5-7-7), ренґа («зв'язаний вірш») і театр но.
Пізніше також з'явилися поняття ен (艶, буквально «блиск»), хіє (ひえ) і вабі (приблизно «самота» або «простота»), пов'язані з літературою раннього модерну в Японії. Перекладач та історик літератури Дональд Кін говорить про юґен та хіє (що він перекладав як «холод») як поняття, спільні для типово середньовічних жанрів мистецтва ренґа та но. Він описує сабі як те, що «використовувалося для навіювання ненав'язливої, стриманої краси, яка була ідеалом японських поетів, особливо протягом бурхливих десятиліть японського середньовіччя», і стверджує, що воно вперше стало відомим приблизно за часів Шін-кокін вака-шю.
Однак водночас існувала тенденція до реалізму в середньовіччі, що проявилась у понятті окаші (をかし; «яскравий», «щасливий», «чарівний», «гумористичний» або «блискучий»). Автори почали намагатися відобразити дійсність, щоб сатирувати соціальні умови або просто заради задоволення.

### Автори та читачі
Середньовічна японська література найчастіше асоціюється з членами класу воїнів, релігійними діячами та відлюдниками (隠者 inja), але знать зберегла певний рівень свого колишнього престижу та посідала важливе становище в літературних колах. Особливо в ранньому середньовіччі (тобто в період Камакура), коли придворна література все ще мала високий престиж з попередніх епох, тоді як ченці, самітники та воїни відігравали дедалі помітнішу роль у пізніших століттях. Крім того, в самому кінці середньовіччя (тобто період Адзучі-Момояма) почала з'являтися міська (чьонінська) література. Зрештою середньовіччя стало часом, коли дворянська література стала справді «національною» японською літературою.
Розвиток театру дозволив ширшим, ніж раніше, колам насолоджуватися літературою. Коли соціальні класи, що раніше підтримували мистецтво, занепали, нові групи зайняли їхнє місце і як творців, так і глядачів. Ці умови сприяли розвитку літератури, яка була більш візуальною та слуховою, ніж література японського класичного періоду. Це стосується театральних мистецтв, таких як но та ніхон-буйо, але також включає такі жанри, як емакімоно, сувої, де поєднуються слова та зображення, і е-токі, де передають казки та буддійські притчі за допомогою зображень.
Центром культури продовжувала залишатися столиця в Кіото, але інші області, такі як Ісе та Камакура, ставали все більш помітними як літературні центри.

### Моноґатарі

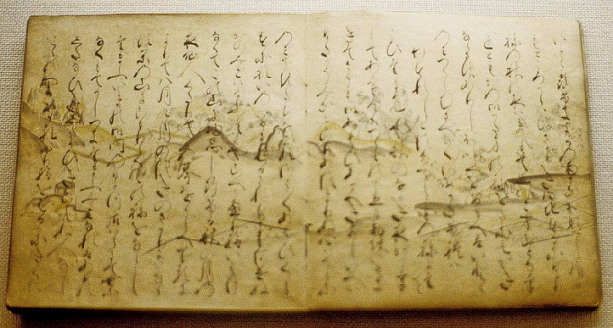
Мацураномія Моноґатарі — єдиний збережений прозовий твір Фуджівари но Тейки, найвидатнішого поета свого часу.

### Ранньосередньовічні ґункі моноґатарі

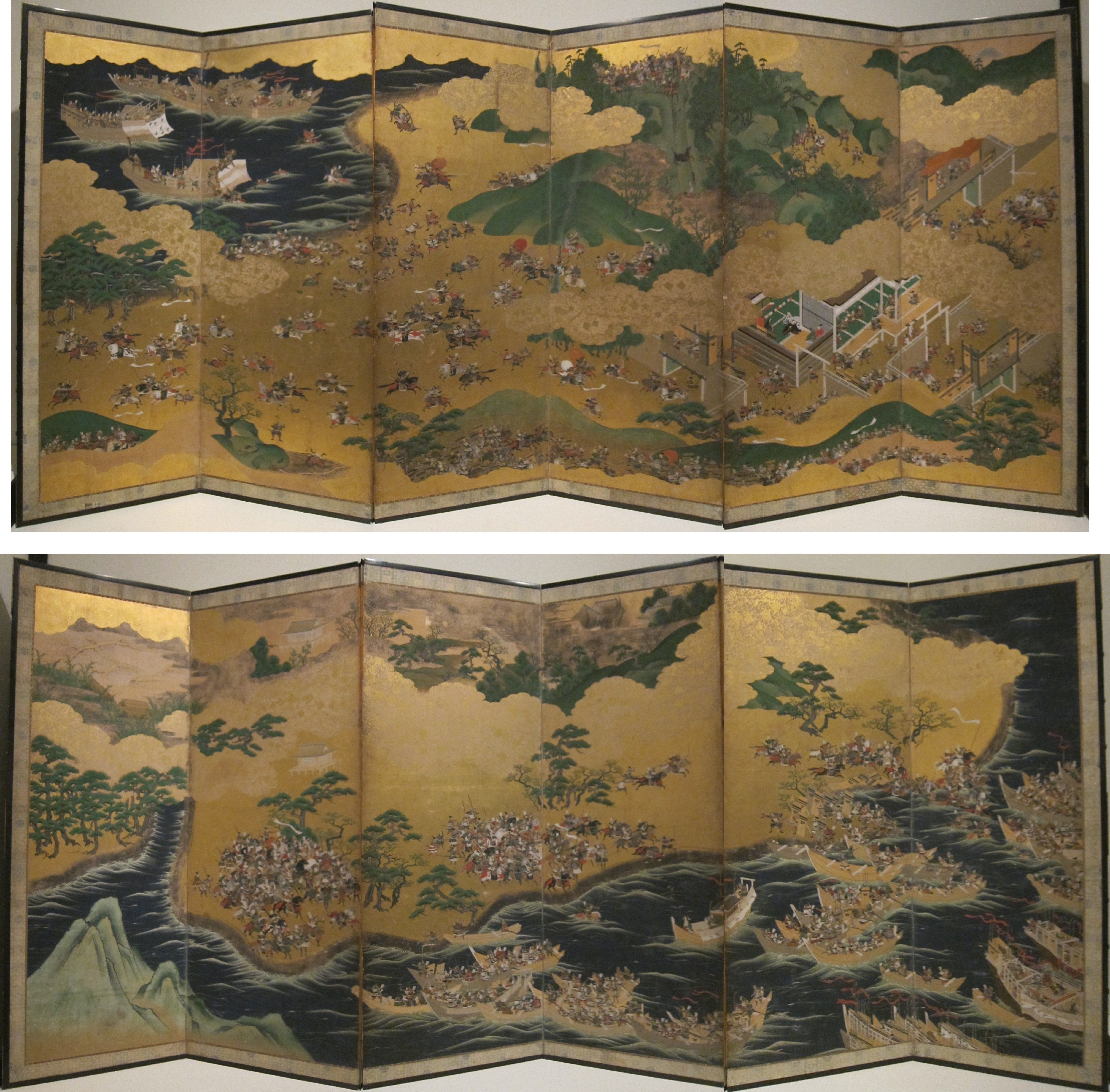
Ширма 17-го століття із зображенням сцен з Хейке моноґатарі.

### Ранньосередньовічні щоденники, подорожня література та есе

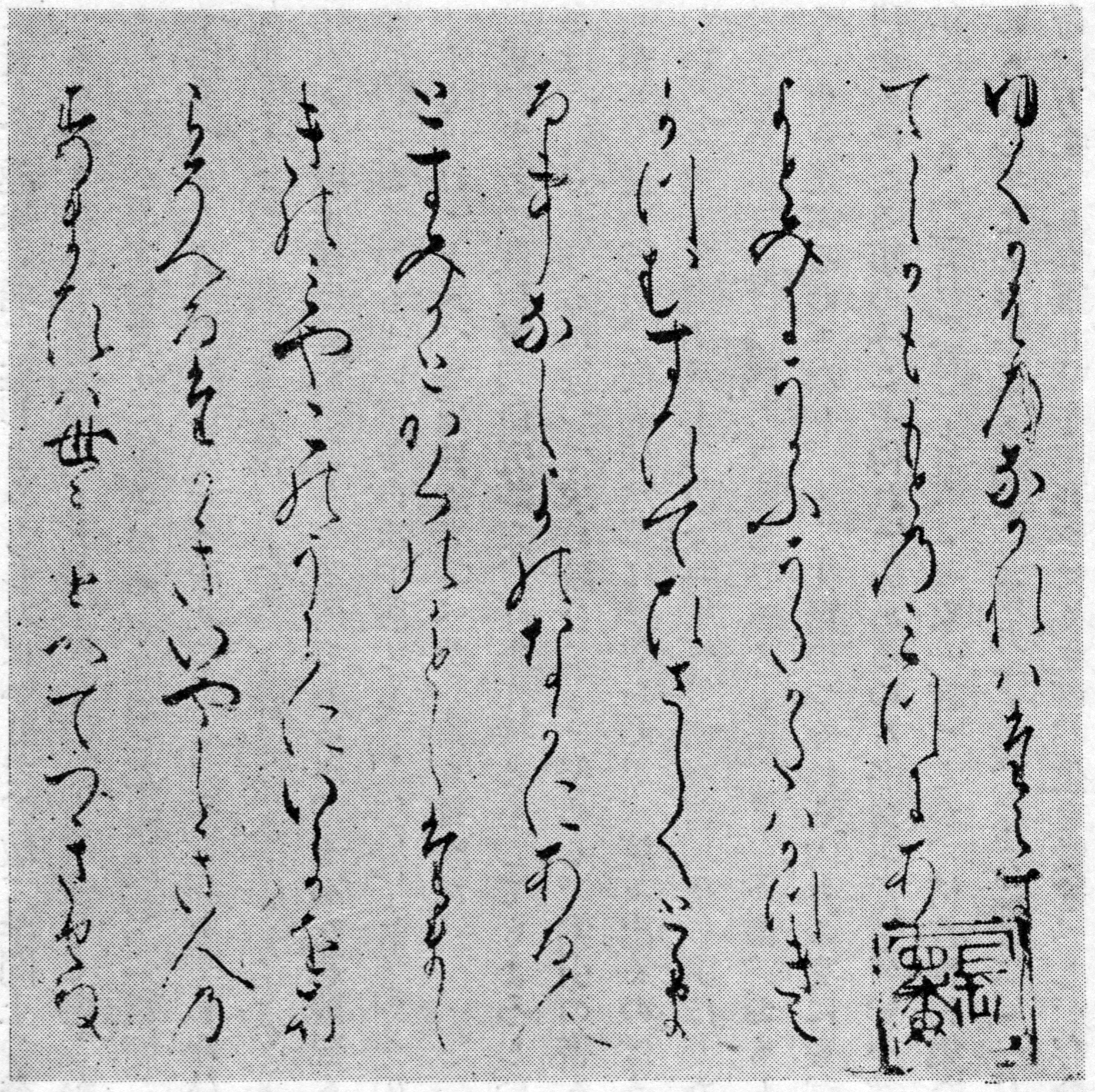
У цей період есеї, представлені «Ходжьокі» Камо но Чьомея, набули популярності.

### Історична довідка періоду пізнього середньовіччя

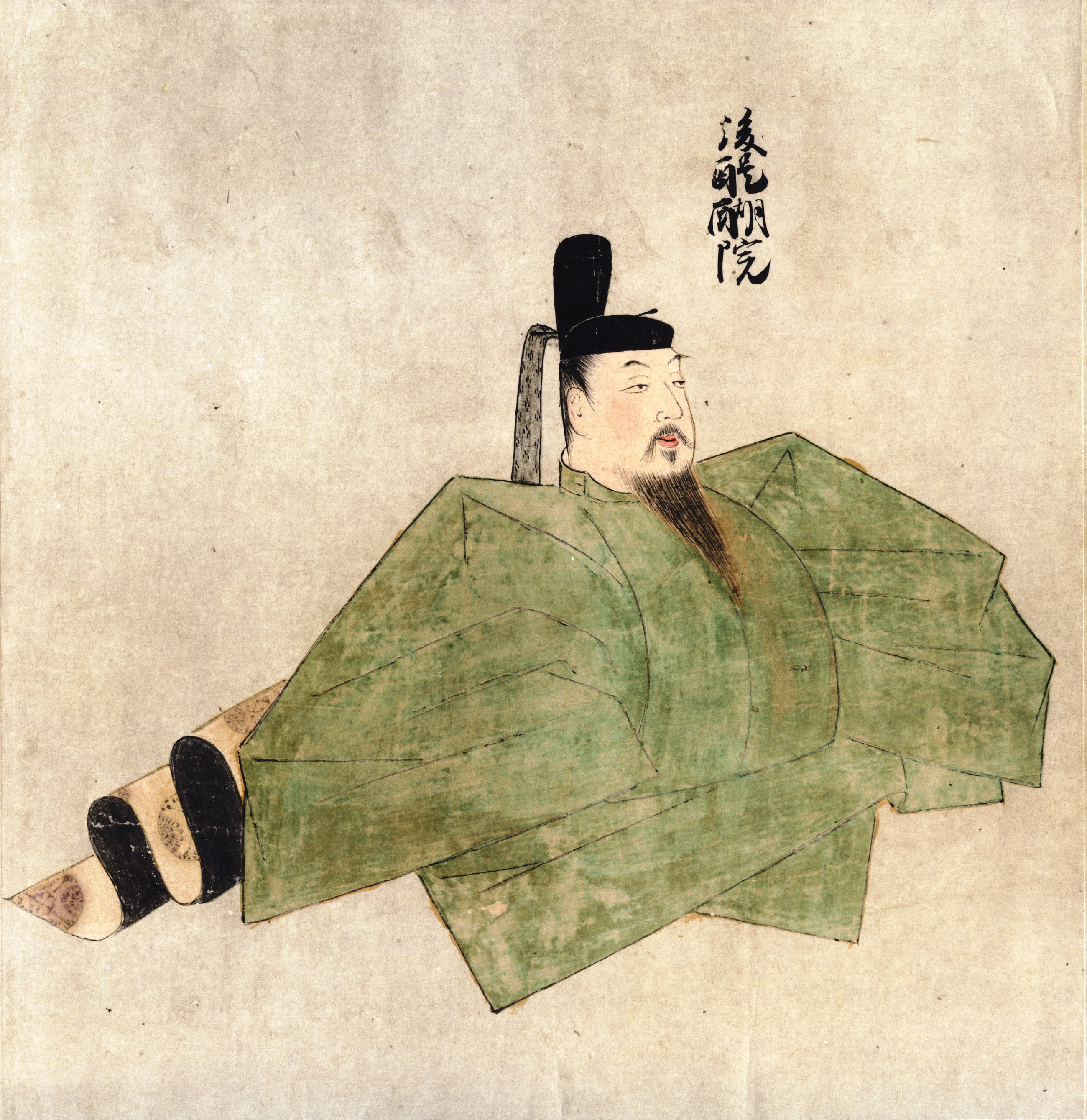
Імператор Ґо-Дайґо поклав кінець періоду Камакура, скинувши шьогунат Камакура та ненадовго відновивши імператорське правління. Коли він зазнав невдачі, то разом зі своїми послідовниками заснував двір в Йошіно, на південь від столиці.

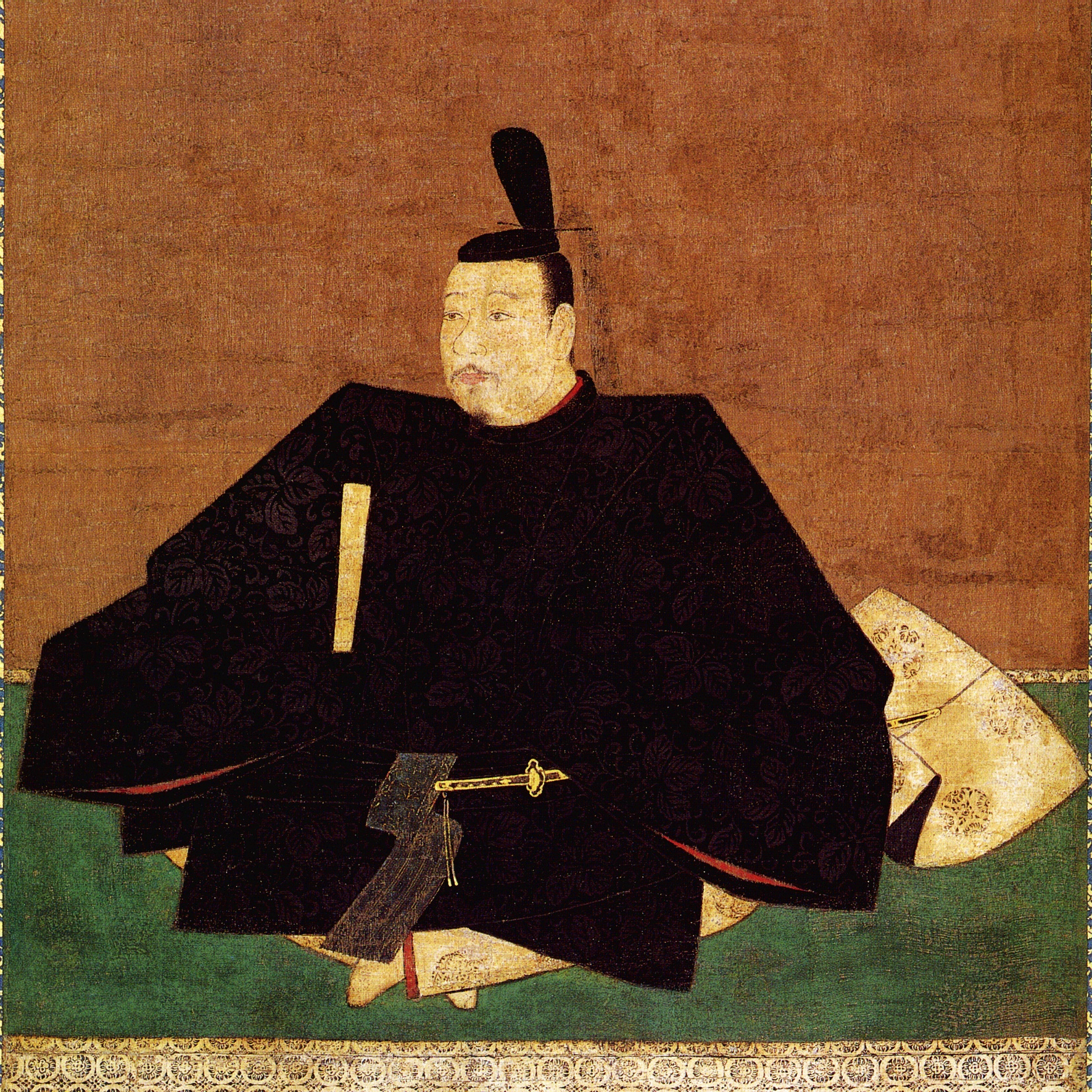
Ашікаґа Такауджі спочатку підтримував імператора Ґо-Дайґо, а опісля зрадив його та заснував шьоґунат Муромачі, який підтримував північний двір у Кіото.